# А-Лін
Хуан Лілін (кит.: 黃麗玲, піньїнь: Huáng Lìlíng; нар. 20 вересня 1983 року у Гаосюні), відома під своїм псевдонімом А-Лін (англ. A-Lin) — тайванська співачка китайської поп-музики аміського походження. 
Хуан кілька разів входила до короткого списку нагород Taiwan Golden Melody Awards і неодноразово запрошувалася співати на важливих церемоніях нагородження. У 2023 році на 34-й церемонії вручення премії Golden Melody вона була обрана найкращою китайською співачкою за свій альбом LINK.

## Життєпис
У 1999 році в Наньтоу Хуан була вперше помічена її колишнім менеджером Джейсоном, коли вона навчала постраждалих від землетрусу 21 вересня в дітей, які постраждали від землетрусу 21 вересня співати гімн «Чудова ласка». Через чотири роки Хуан знову зустріла його в барі де вона регулярно співала, і він їй офіційно запропонував співочий контракт.
10 лютого 2006 року Хуан випустила свій перший альбом 失戀無罪, одразу отримавши звання «вродженого співака». У тому ж році Чжан Хуймей запросив її взяти участь у мюзиклі «Закохатися в Кармен(愛上卡門)». Після півроку репетицій вона двічі виступала на Тайбейській арені у кінці 2006 року.
У травні 2007 року Хуан було вперше номіновано на премію «Золота мелодія» як «найкращий новачок» зі своїм дебютним альбомом 失戀無罪. У червні того ж року A-Bex випустив перший міні- альбом A-Lin 愛 請問怎麼走. Через заміжжя та народження дитини її другий альбом 天生歌姬 був випущений у серпні 2008 року. З цим альбомом вона вперше була номінована на премію «Золотої мелодії Тайваню» як найкраща співачка мандаринської мови.
У травні 2011 року вона була вдруге номінована на премію «Золота мелодія» як найкраща співачка мандаринською з альбомом 寂寞不痛, а також була запрошена виконати сюїту «Найкращий співак-фіналіст» на Вона адаптувала та заспівала в тому числі Джей Чоу, пісні п'яти співаків, включаючи Джей Джей Лін і Ці Цінь . У листопаді того ж року вийшов п'ятий сольний альбом 我們會更好的.
У травні 2012 року вона знову була номінована на премію «Золота мелодія» як найкраща співачка мандаринської музики з альбомом 我們會更好的. 30 грудня того ж року вона випустила свій шостий сольний альбом 幸福了 然後呢, який більше року перебував у чарті топ-20 китайських альбомів.

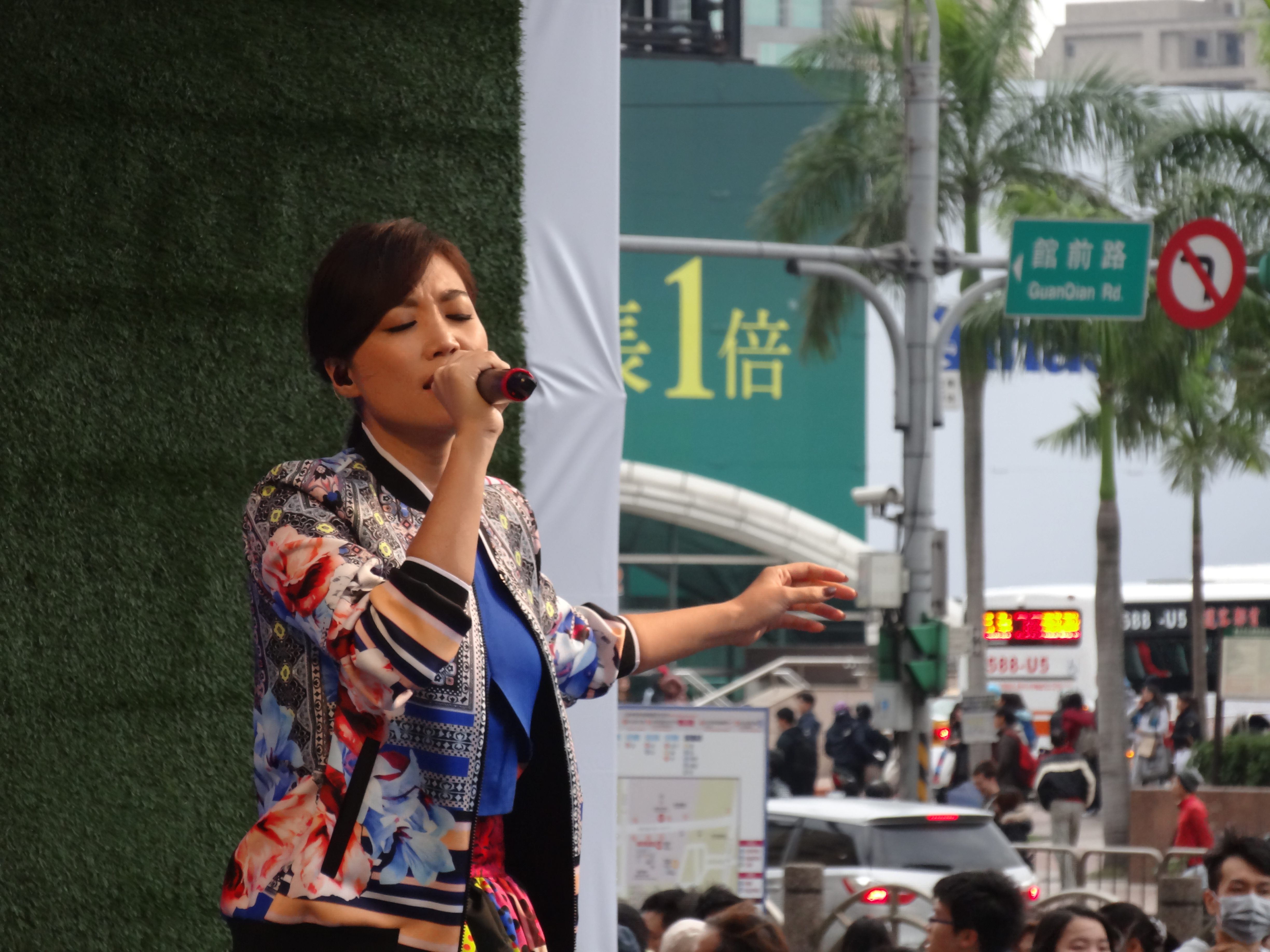
А-Лін у 2014 році

У січні 2015 року Хуан приєдналася до третього сезону «我是歌手» як стартова співачка, ставши одною з лише трьох хто успішно просунувся вперед до фіналу. Хоча Хуан не змогла виграти титул «Королеви співів», ця програма зробила її широко відомою серед поціновувачів китайської музики. Її популярність і кількість шанувальників різко зросла, встановивши статус Хуан як королеви китайської поп-музики. 9 лютого того ж року вона виграла нагороду «Десять найкращих співачок року» в 10-му музичному чарті KKBOX Digital Music Chart 2015, що стало її п’ятою поспіль перемогою в цьому чарті. 16 березня того ж року вона оголосила під час підписання альбому у район Сіменьдін у Тайбеї, що проведе світовий тур під назвою «Sonar». У травні того ж року вона вчетверте була номінована на премію «Золота мелодія» як найкраща співачка мандаринською мовою за альбом 罪惡感. 29 і 30 серпня того ж року Хуан вдруге вирушила на Тайбей Арену, щоб провести два концерти туру «Sonar». До кінця 2015 року А-Лін провела загалом 11 концертів у світовому турі «Sonar» у десяти містах, включаючи Тайбей, Шанхай, Шеньчжень, Пекін, Ханчжоу, Ухань, Гуанчжоу, Чунцин, Сінгапур і землю Шах-Алам. 18 грудня того ж року вона брала участь у сьомому епізоді супутникового телеканалу Hunan Satellite TV «全員加速中».
На початку 2019 року Хуан випустила сингл «雨後彩虹», щоб заохотити друзів-геїв вийти з туману референдуму. В ексклюзивному інтерв’ю журналу Vogue вона заявила, що «Веселка дає мені відчуття свободи. Я думаю, що це найпрекрасніше відчуття».
1 березня 2024 року її кліп на пісню «有一種悲傷» перевищило 100 мільйонів переглядів на YouTube, ставши першою піснею А-Лін, яка перевищила 100 мільйонів переглядів.

## Дискографія

### Альбоми
- 2006:失戀無罪
- 2008:天生歌姬
- 2009:以前 以後
- 2010:寂寞不痛
- 2011:我們會更好的
- 2012:幸福了 然後呢
- 2014:罪惡感
- 2017:A-Lin
- 2022:LINK

### Сингли
| Назва                             | Назва                          | Рік  | Альбом                       |
| Оригінальна                       | Значення                       | Рік  | Альбом                       |
| --------------------------------- | ------------------------------ | ---- | ---------------------------- |
| 失恋无罪                          | Не винен у розбитому коханні   | 2006 | 失戀無罪                     |
| 四季                              | Чотири сезони                  | 2006 | 失戀無罪                     |
| 我爱你                            | P.S. я люблю тебе              | 2008 | 天生歌姬                     |
| 分手需要练习的                    | Розлучення потребує практики   | 2009 | 以前, 以后                   |
| 现在我很幸福                      | Тепер я щаслива                | 2009 | 以前, 以后                   |
| 以前, 以后                        | До, Після                      | 2009 | 以前, 以后                   |
| 给我一个理由忘记                  | Дай мені причину забути        | 2010 | 寂寞不痛                     |
| "寂寞不痛                         | Самотність не найважча частина | 2010 | 寂寞不痛                     |
| 大大的拥抱                        | Великі обійми                  | 2011 | 我們會更好的                 |
| 我很忙                            | Я дуже зайнята                 | 2011 | 我們會更好的                 |
| 幸福了 然后呢                     | Радість, а потім що            | 2012 | 幸福了 然後呢                |
| 920 (з Xiao Yu)                   |                                | 2012 | 幸福了 然後呢                |
| 好朋友的祝福                      | Благословіння найліпшого друга | 2012 | 幸福了 然後呢                |
| 拿走了什麼                        | Що було взято                  | 2014 | 罪惡感                       |
| 罪恶感                            | Вина                           | 2014 | 罪惡感                       |
| 难得孤寂                          | Рідко буває самотньою          | 2014 | 罪惡感                       |
| 未单身                            | Не холостий                    | 2017 | A-Lin                        |
| 一直走                            | Іди                            | 2017 | A-Lin                        |
| 有一種悲傷                        | Є якась печаль                 | 2018 | саундтрек для More Than Blue |
| 一舞鍾情                          | Танці у небі                   | 2018 |                              |
| 雨後彩虹                          | Веселка                        | 2019 |                              |
| Passenger                         | Пасажир                        | 2019 |                              |
| Parallel Crossed (з Zhang Zining) | Паралель Перекреслена          | 2020 |                              |
| 盡情旋轉                          | Поворот                        | 2021 | Link                         |
| 挚友                              | Найліпший друг                 | 2022 | Link                         |
| 聊聊天                            | Розмова                        | 2022 | Link                         |
| 扑火                              | Одержимий любов'ю              | 2023 | Сингл без альбому            |

## Зовнішні посилання
- А-Лін у соцмережі «Facebook»
- А-Лін  у соцмережі «Instagram»
- A-Lin на YouTube
- Вікісховище має мультимедійні дані за темою: А-Лін